# PTV och PTH
PTV (penis till vänster) och PTH (penis till höger) är uttryck som ursprungligen använts av skräddare som sydde herrbyxor för att beskriva hur byxorna bäst kunde anpassas till kundens individuella mått. 